# بانک روسی-چینی

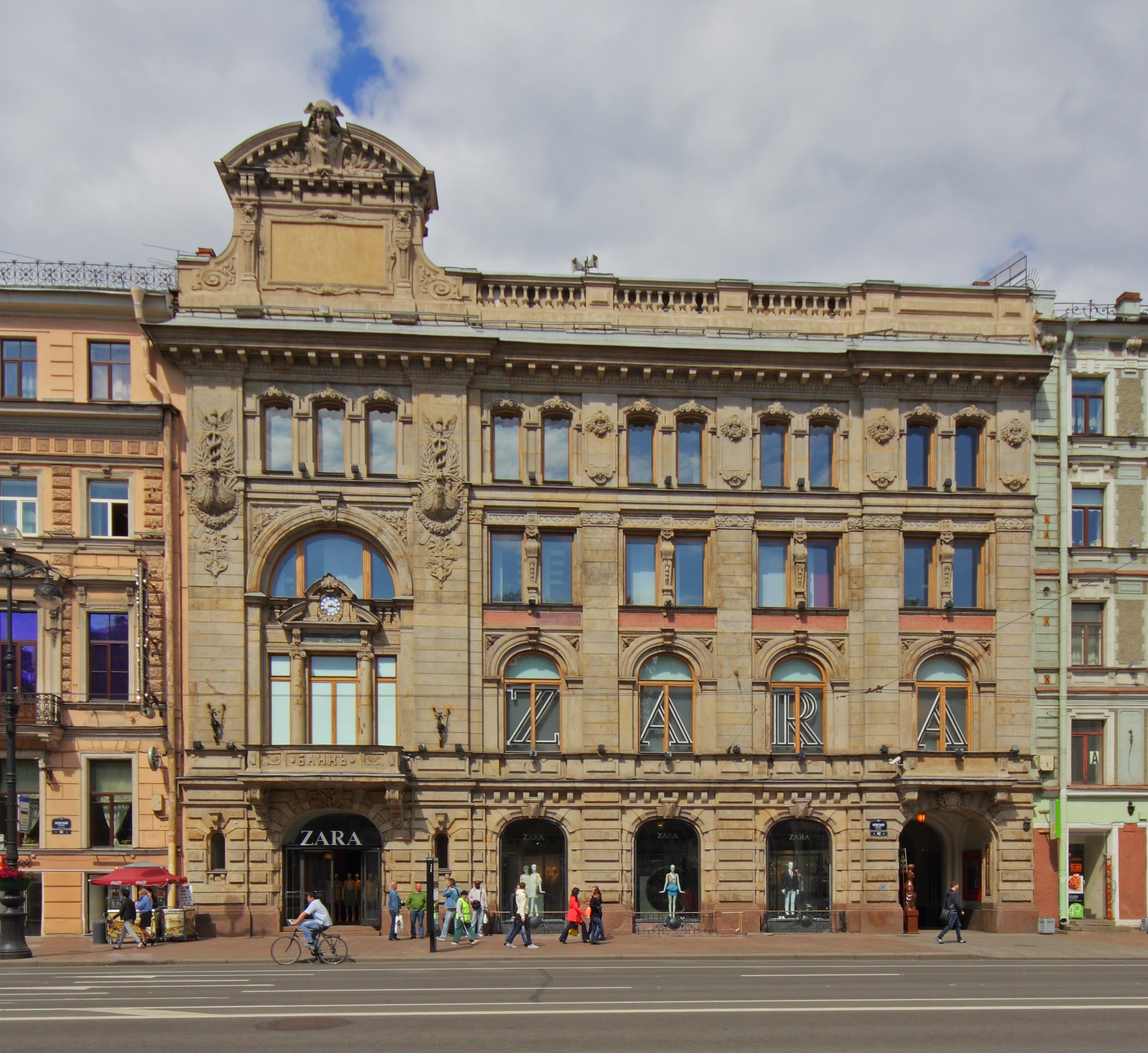
ساختمان سابق بانک روسی-چینی در سن پترزبورگ

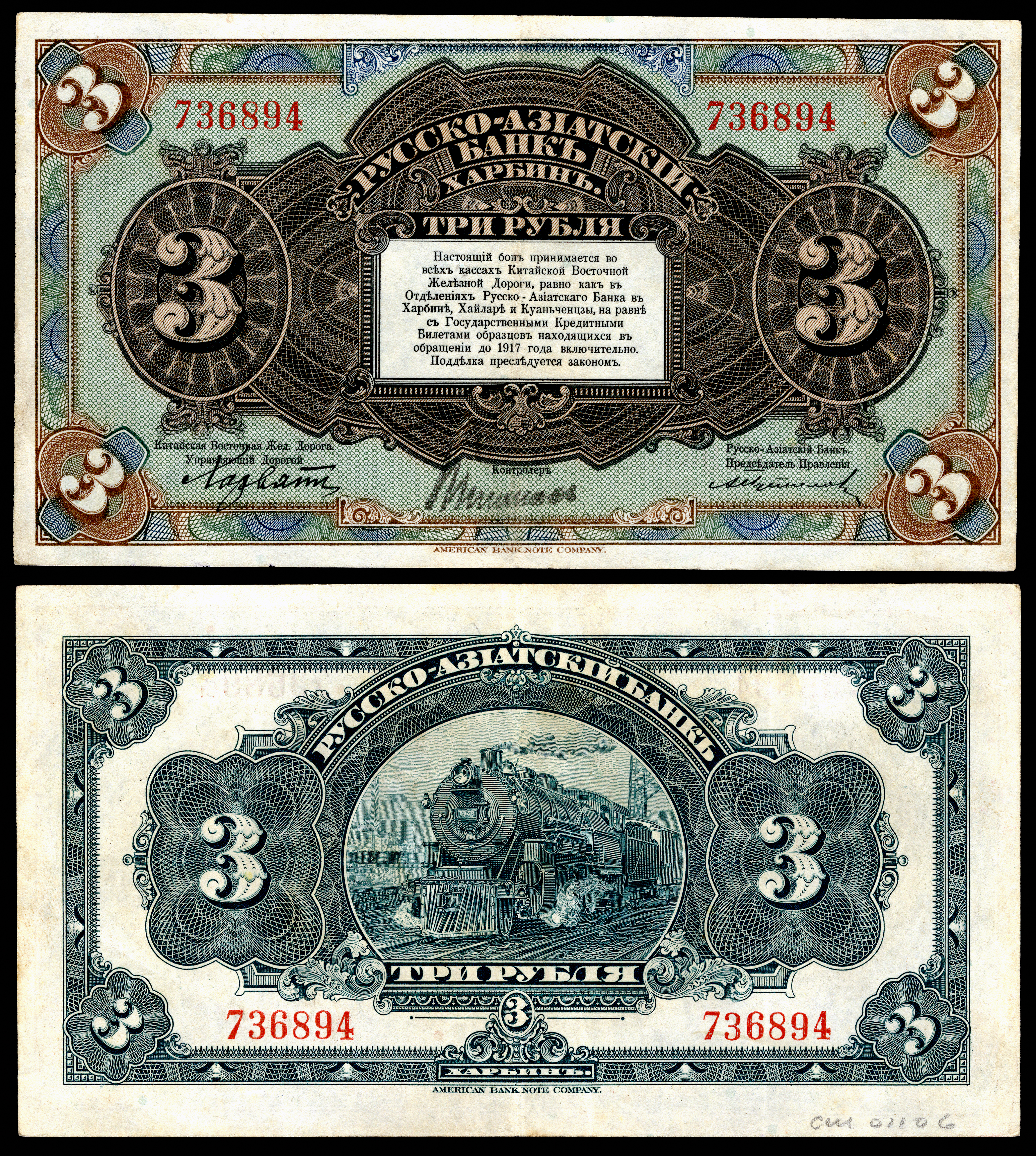
اسکناس ۳ روبلی روسی-آسیایی (۱۹۱۷)

بانک روسی-چینی (انگلیسی: Russo-Chinese Bank), (چینی: 華俄銀行) و (روسی: Русско-Китайский банк) یک بانک خارجی بود که در دوره بین دودمان چینگ و جمهوری چین نماینده روسیه در چین بود.

## تاریخچه
- ۵ دسامبر ۱۸۹۵: بانک در سفارت روسیه در پاریس تأسیس شد،[۱] و سرمایه بانک توسط روسیه و فرانسه تأمین شد.[۲] این بانک به چین وام داد و اوراق قرضه دولتی چین را برای تأمین مالی چین برای پرداخت غرامتش به ژاپن پس از نخستین جنگ چین و ژاپن منتشر کرد.[۱]
- فوریه ۱۸۹۶: شعبه شانگهای افتتاح شد.[۳]
- ۲۸ اوت ۱۹۸۶: چین به عنوان شریک جهت ساخت راه‌آهن شرقی چین به این بانک ملحق شد. این بانک به بانک پیروزی عدالت چین و روسیه (چینی: 華俄道勝銀行) تغییر نام داد.[۴][۳]
- ۱۹۰۲: این بانک تبدیل به دومین بانک بزرگ چین شد.[۳]
- ۱۹۰۴ تا ۱۹۰۶: یک شعبه بانک در فوریه ۱۹۰۴ در سانفرانسیسکو تأسیس شد، این بانک تنها شعبه در ایالات متحده بود که در زلزله آوریل ۱۹۰۶ ویران شد.[۵]
- ۱۹۱۰: این بانک با بانک شمال (بانک دو نوق) (فرانسوی: Banque du Nord‎) ادغام شد و بانک روسی-آسیایی (چینی: 俄亞銀行) را تشکیل داد.[۳][۶]
- ۱۹۱۸: دولت جدید اتحاد جماهیر شوروی سوسیالیستی تمام بانک‌های روسیه از جمله بانک روسی-آسیایی را ملی کرد. یک بانک روسی-آسیایی جداگانه دفتر مرکزی جدید خود را در همان سال در پاریس تأسیس کرد.[۷]
- ۲۶ سپتامبر ۱۹۲۶: این بانک با از دست دادن ۵ میلیون پوند ارز خارجی در بازار مالی پاریس تعطیل و بسته شد.[۳]